# Luciana Gentinetta
Luciana Gentinetta (Lomas de Zamora, 28 de agosto de 1998) es un fotógrafa, directora y productora de cine argentina.

## Trayectoria
Luciana Gentinetta nació en Lomas de Zamora, en la zona denominada Gran Buenos Aires. Estudió secundaria en la Escuela Nacional Antonio Mentruyt (ENAM), se licenció en Comunicación Social en la Universidad de Buenos Aires y en Artes Audiovisuales de la Universidad Nacional de Avellaneda.
Presentó su primer corto en 2017, Constitución logrando una beca de la Universidad Siglo 21. Su primer largometraje documental es Algo se enciende (2021) sobre el feminicidio de Anahí, una joven de 16 años que estudiaba en el mismo instituto al que ella misma asistió.

### ¿Qué pasó Anahi?
El largometraje documental Algo se enciende escrito y dirigido por Luciana Gentinetta retrata a un grupo de estudiantes de la escuela E.N.A.M de Banfield, en sus últimos meses antes de egresar. La película recorre a través de ellos, la historia de esta escuela caracterizada por un legado de activismo estudiantil que se retoma ante la desaparición, búsqueda y posterior femicidio de una estudiante de la comunidad educativa, Anahi Benitez, de 16 años de Lomas de Zamora que en julio de 2017 salió de su casa, estuvo desaparecida durante una semana y fue encontrada muerta. Gentinetta iba a la misma escuela. Cuente la experiencia de cómo sus compañeros se unieron para marchar y exigir respuestas. Explica como sus compañeros de escuela lucharon para encontrarla La película documental fue estrenada en Argentina en abril de 2021 y fue premiada como Mejor película en Competencia Nacional de 22º BAFICI. Ha sido presentada en varios festivales internacionales, entre ellos el Festival Internacional de Cine de Gijón.

## Obra
- Constitución (2017) corto
- Un pibe trans del Conurbano ensayo fotográfico
- Algo se enciende (2021) documental largometraje

## Premios y reconocimientos
- Beca de la Universidad Siglo 21 por el cortometraje "Constitución".
- Un pibe trans del Conurbano, ensayo fotográfico, fue ganador de la beca Algabo-Turma 2018, mención de honor en el Premio Estímulo Joven 2019 y de la Fundación Alonso y Luz Castillo.

- Algo se enciende logró el premio a la Mejor película en Competencia Nacional de 22º BAFICI. Asociación Argentina de Cronistas Cinematográficos.